# Marijke Kulik
Marijke Kulik (januari 1977) is een Nederlands langebaanschaatsster.
Tussen 1996 en 2000 nam ze meermaals deel aan de NK Afstanden en aan de NK Allround.

## Records

### Persoonlijke records[2]
| Afstand      | Tijd     | Datum         | Baan       |
| ------------ | -------- | ------------- | ---------- |
| 500 meter    | 44,66    | 19 maart 2007 | Heerenveen |
| 1000 meter   | 1.26,54  | 3 maart 1999  | Heerenveen |
| 1500 meter   | 2.10,86  | 6 maart 1999  | Heerenveen |
| 3000 meter   | 4.26,83  | 5 maart 1999  | Heerenveen |
| 5000 meter   | 7.42,39  | 20 maart 1998 | Heerenveen |
| 10.000 meter | 17.21,40 | 23 maart 1994 | Heerenveen |